# Bousfer
Bousfer (en arabe بوسفر) (appelée parfois Aïn Boucefar) est une commune de la wilaya d'Oran, située à 20 km à l'ouest d'Oran, en Algérie.

## Géographie
Le village est situé en face de la base marine de Mers el-Kébir.

## Toponymie
Sans qu'on en connaisse l'origine exacte, le nom du village est composé du préfixe arabe « بُو », "bou" (« père de ») lequel selon Pellegrin renforce l'idée du déterminant qui suit et de « sfer » qui pourrait s'apparenter au mot arabe « سَفَرْ », "safar" signifiant « voyage / exode », ceci étant conforté par l'ancien nom du village Aïn-Boucefar. Le nom signifierait donc « grand voyage »

### Situation
|          | Mer Méditerranée |             |
| El Ançor | Bousfer          | Aïn El Turk |
|          | Misserghin       |             |

## Histoire
L'endroit s'appelait autrefois Aïn-Boucefar, le village a été créé en 1850, et érigé en commune de plein exercice en 1863. Le Hameau des Andalouses a été distrait de la commune en 1893, pour la création de la commune d'El Ançor.
À l'issue des Accords d'Évian, Bousfer fait partie des trois bases militaires dont l'exploitation est concédée à la France pour une période de cinq ans. Cette base qui prend le nom de Camp Segrétain, accueille à partir du 13 septembre 1962 des unités de la Marine ainsi que le 2e REP. L’implantation se fait sur un emplacement de vignes, au fond d’une cuvette bordée par des dunes qui la sépare de la mer. Ces unités quitteront définitivement la base en 1967.
Par la suite, la Base Aérienne 180 renforcée d'une compagnie tournante restera présente jusque dans les années 1970.
Une des fermes de Bou Sfer, gérée par l'ANP, fut transformé en camp de vacances pour militaires.

## Économie

### Base aérienne
La Base de Bousfer est une base aérienne des Forces aériennes algériennes qui est située au nord-ouest de la ville d'Oran en Algérie, non loin de la base stratégique de Mers el-Kébir de la Marine. Elle a été construite par l’armée de l’air française qui l'utilise du 1er avril 1964 au 31 décembre 1970 sous le nom de Base aérienne 180 Bousfer. En 1971, cette base est remise à la force aérienne algérienne.
Elle abrite notamment la 3e escadre de défense aérienne, ainsi que le 193e escadron de chasse qui est composé d'avions de chasse Mig-29S et MiG-29UB et enfin un escadron de liaison composé d'hélicoptères Ka-27 et Ka-32[Quand ?].

## Personnalités liées à Bousfer
- Bousfer est la ville natale d'Edmond Jouhaud, (1905-1995), général de l'armée française qui fut l'un des chefs du putsch des généraux à Alger en avril 1961.